# 12e congrès national du Parti communiste chinois
Le 12e Congrès national du Parti communiste chinois (en chinois : 中国共产党第十二次全国代表大会) a lieu du 1er au 11 septembre 1982 à Pékin.
Le parti compte alors 39 millions de membres qui sont représentés par 1 600 délégués lors du congrès.
Il marque un tournant dans l'histoire de la république populaire de Chine, en mettant en place des échéances de réunion du congrès du parti tout les 5 ans, la division des pouvoirs au sommet, la suppression du langage révolutionnaire des institutions et la suppression du poste de Président du parti, l'adoption d'une nouvelle constitution pour le parti.
Ce congrès installe définitivement Deng Xiaoping comme maître du pays sans avoir officiellement la direction du parti et du gouvernement.

## Contexte
Deng Xiaoping, réhabilité par le précèdent congrès, a tout au long des années 1977-1978-1979, pris le contrôle du pays et entamé la réforme du régime au travers du programme des Quatre Modernisations proposé en 1975 par le premier ministre Zhou Enlai quelques mois avant sa mort et régulé par les Quatre Principes Fondamentaux.
La nouvelle ère dans laquelle la Chine rentre s'éloigne de plus en plus de la société maoïste.
Hua Guofeng, le successeur de Mao Zedong, est progressivement mis à l'écart de la direction, en perdant son poste de premier ministre en 1980 puis la direction du parti et de l'armée en 1981.
Cependant, contrairement au pratique habituel, les pouvoirs sont divisés, Deng Xiaoping ne se réservant « que » la présidence de la Commission militaire centrale, qui lui procure la direction de l'armée.
Le poste de premier ministre est confié à Zhao Ziyang et la présidence du parti à Hu Yaobang.

## Déroulement
Deng Xiaoping préside la cérémonie d'ouverture ainsi que le discours inaugural, dans lequel il a salué l'importance historique de ce congrès, l'estimant comme le plus important depuis le congrès de 1945. Puis à enchainé avec un résumé sur l'évolution de la politique et du parti depuis la fondation de la République populaire de Chine en 1949 puis propose pour l'avenir le programme du Socialisme à caractéristiques chinoises (amorçe de la future Économie socialiste de marché.
Le président du parti, Hu Yaobang présenta le rapport politique intitulé « Créer de manière globale une nouvelle situation dans la construction de la modernisation socialiste ».
Ce rapport contenait notamment les « Cinq principes de coexistence pacifique », concept programmatique de la politique diplomatique de la Chine, « La Chine ne dépendra jamais d'un grand pays ou d'un groupe de pays, et ne cédera pas à la pression d'un grand pays [...] Les Cinq principes de coexistence pacifique s'appliquent à nos relations avec tous les pays, y compris les pays socialistes. ».
Le congrès adopta une nouvelle constitution pour le parti, encore en vigueur de nos jours malgré de nombreuses modifications faites au fil du temps. 
Bien que conservant la pensée de Mao Zedong comme ligne directrice du parti, cette nouvelle constitution rompt avec nombres de principes de l'époque maoïste, comme l'interdiction de tout Culte de la personnalité ainsi que l'abandon du principe de révolution continue, qui était une des pierres angulaires des dernières années de Mao.
Plus symbolique, la présidence du parti, poste historiquement occupé par Mao, est supprimé au profit du poste de secrétaire général.
La Commission consultative du Parti, fut créée, celle-ci avait pour but de rassembler les plus anciens et éminents membres du parti afin de conseiller les différentes institutions, cette commission présidé par Deng Xiaoping, se transforma progressivement en organisme de direction.